# 久子内親王 (後深草天皇皇女)
久子内親王（きゅうしないしんのう/ひさこないしんのう、文永9年（1272年） - 貞和2年4月25日（1346年5月16日））は、鎌倉時代後期から南北朝時代にかけての皇族。後深草天皇の第四皇女。母は玄輝門院（洞院愔子）。伏見天皇・性仁法親王の同母妹。女院とされ永陽門院と号する。

## 生涯
正応4年4月6日（1291年5月5日）、20歳の時に内親王宣下を受けて同日に准三宮となる。永仁2年2月7日（1294年3月5日）に院号宣下を受ける。嘉元2年9月10日（1304年10月9日）に出家して真如智と名乗るが、後鳥羽天皇の生母・七条院の法号と被ってしまったために後に真性智と改めた。花園天皇の皇女である徽安門院を猶子に迎えてその遺領を譲った。